# تشاكل (جبر)

مخطط يوضح تشاكل مجموعتين

التشاكل (بالإنجليزية: Homomorphism)‏ في الجبر التجريدي هو تطبيق محافظ على الشكل بين بنيتين جبريتين (مثل الزمر، حلقات، أو مساحات ناقلة). أتت الكلمة Homomorphism من الكلمتين الإغريقيتين "ὁμός" وتعني نفس أو ذات، و "μορφή" وتعني البنية أو الشكل.

## نظرية
مثلاً: الصيغة {\displaystyle R/N\cong R}، حيث R/N تعني زمرة خارج القسمة إن كنا نتكلم عن الزمر أو حلقة خارج القسمة إن كنا نتكلم عن الحلقات أو حلقية خارج القسمة إن كنا نتكلم عن الحلقيات (Modules)، ... وهكذا.
الإشارة {\displaystyle \cong } تماكل وليست تشاكل.